# Pseudexocentrus subinermicollis
Pseudexocentrus subinermicollis är en skalbaggsart som beskrevs av Stefan von Breuning 1957. Pseudexocentrus subinermicollis ingår i släktet Pseudexocentrus och familjen långhorningar. Inga underarter finns listade i Catalogue of Life.